# Kashikoi dorei no oroka na sentaku
Kashikoi dorei no oroka na sentaku (賢い奴隷の愚かな選択?) è il primo singolo della band visual kei giapponese 【FIGURe;】, pubblicato il 26 gennaio 2005 dalla TUXEDO PRODUCTION.

## Il disco
Kashikoi dorei no oroka na sentaku è la primissima uscita discografia dei【FIGURe;】, band creatasi dopo lo scioglimento dei Dué le quartz. La title track è la più nota canzone del gruppo ed è stata inclusa anche nell'unico EP da loro prodotto Kashikoi kanojo no oroka na sentaku e nella compilation Shock Edge 2005, nonché l'unica per cui sia stato filmato un videoclip. L'arrangiamento del ritornello in 3/4×go-round è stato curato da Yūki Sakurai, cantante nei rice e collaboratore con Kikasa nella session band Unzu.
All'interno del booklet è contenuta come omake una trading card fotografica facente parte di una serie esclusiva disponibile solo acquistando il singolo.

## Tracce
Tutti i brani sono testo e musica di Sakito.

Dopo il titolo è indicata fra parentesi "()" la grafia originale del titolo.
1. 3/4×go-round (3/4×go-round?) - 5:02
2. Kashikoi dorei no oroka na sentaku (賢い奴隷の愚かな選択?) - 2:50

## Formazione
- Sakito: voce
- Kikasa: basso